# 斎藤恭代
- 齋藤恭代

斎藤 恭代（さいとう やすよ、1996年4月22日 - ）は、日本のファッションモデル、グラビアモデル、女性アイドル。アイドルユニット「FUSION」の元メンバー・リーダー。本名は同じ。ホリプロ所属。

## 経歴
1996年4月22日、栃木県に生まれる。
中学校1年生のときから器械体操を始め、注目を集める。福岡県柳川市の杉森高等学校より特待生の誘いを受け、入学。エリートと呼ばれるほどの活動をしたが、高校3年生最後の体操競技会で膝十字靭帯を痛め競技生活を引退。一方、3年生時の2015年、友人が勝手に月刊くるめ「いちご姫コンテスト」に応募し、審査員特別賞を受賞。これがきっかけでご当地アイドル「いちご姫」のリーダーに選ばれる。
本人によると「いちご姫」としての活動は楽しかったが、気づいたら20歳のときにグループ最年長になっていた。他のメンバーには15歳くらいの人もおり、身長も斎藤が飛び抜けて高く、「違和感がすごかったんです（笑）」と思っていた。ここで甘えているべきではないと思い、「いちご姫」からの卒業を決意する。しかし事務所は卒業に反対、条件としてミス・アースジャパンの優勝を突き付けられた。

### 2017年
2017年6月8日、都内で「2017ミス・アース・ジャパン・ファイナリスト発表会」が開催され、日本代表選考会に駒を進める14人のファイナリストの1人に選ばれた。同年7月30日、イイノホール（千代田区内幸町）で行われた「ミス・アース日本代表選考会」で優勝。応募総数2000人の中からMiss Earth Japan 2017に選ばれた。記者の取材に対し「ミス・アースとアイドル、どっちもは手に入らない」と「いちご姫」卒業を示唆する発言をする。他の受賞者はMiss Air Japan 2017に塚本敦未（東京代表）、Miss Water Japan 2017に早川佳朱美（愛知代表）、Miss Fire Japan 2017に成田美織（群馬代表）が冠された。
2017年8月5日、翌日の「いちご姫コンテスト」をもって「いちご姫」を卒業することをTwitterで発表した。
世界大会（ミス・アース2017）では審査のため約1か月間フィリピンに滞在。本人によると毎日何かしらの審査があって休まらないし、食文化の違いにより何を食べても口に合わないなど「本当に大変でした」と述懐するほどだったが、「一生の思い出にしてやる！」と思ってなんとか乗り越える。各国を代表するミスたちに「ジャパンは礼儀がいいね！」と褒められたこともある。11月4日、マニラで行われた決勝では入賞を果たすことはできなかった。

### 2021年
2021年5月15日 - 5月28日、ライブ配信アプリ「17LIVE」とモデルプレスのコラボイベントが開催され、そこで優勝する。
同年6月、合同会社コンデナスト・ジャパン（東京都渋谷区渋谷）のクリエイティブインフルエンサー発掘・育成プログラム「RUMOR ME PROJECT（ルーモア・ミー・プロジェクト）」の3期目となる「RUMOR ME PROJECT 2021」の21名の候補者の一人に選ばれる。候補者はこれから1年を通してワークショップやトレーニングに参加し、審査を兼ねた複数回のクリエイティブテストを経て同社認定のクリエイターを目指していくこととなった。同年7月7日、自身のプロデュースによりアイドルユニット「FUSION」を結成しデビュー。当時の所属はフリーランス。金銭的な余裕はなかったため、フレッシュ撮影会に電話をかけ、撮影会モデルとなる。のちに音楽活動においてはレーベル担当者がつくことになる。

### 2022年
2022年より26歳からと遅咲きのスタートながら撮影会モデル活動を開始。9頭身スタイルが話題となり、『週刊プレイボーイ』（集英社）の編集者・金髪りさのスカウトを受け、グラビアアイドルとしての雑誌掲載が増える。
同年4月17日、コスプレ専用スタジオ「Booty東京」（東京都江東区大島）で行われた「スペシャル大撮影会in Booty東京」に出演。ファン投票により当日ののMVPを獲得した。
同年5月16日、5月31日、6月9日、7月5日、ジャパンエフエムネットワークの「Happy Hour Party!」に出演。6月27日、渋谷クロスFMのフレッシュチャンネルにFUSIONとして出演。7月10日、Zepp名古屋にて開催された「名古屋大感謝祭 vol.2」にFUSIONとして出演。9月29日、CLUB CITTA' にて開催された「KAWASAKI LAGAZZE☆FESSTA」にFUSIONとして出演。
同年12月30日、この日をもって所属グループ「FUSION」が解散すると発表。

### 2023年
2023年10月27日、ファースト写真集『EarthFUL』を発売。同月30日には、『週刊プレイボーイ』創刊57周年企画「NIPPONグラドル57人」にグラビアニュージェネレーションの1人として掲載された。
12月18日発売のサイゾー2月号で初表紙を飾った。また、発売を記念し12月24日のクリスマスイブにスペシャルな手渡し会「サイトーサイゾーサイコーの祭典」を開催。同イベントにて1000冊予約販売達成でソロライブ開催が決定。1月28日に自身初となる【斎藤恭代 1st SOLO LIVE and TALK「LiveFUL」】を行った。

### 2024年

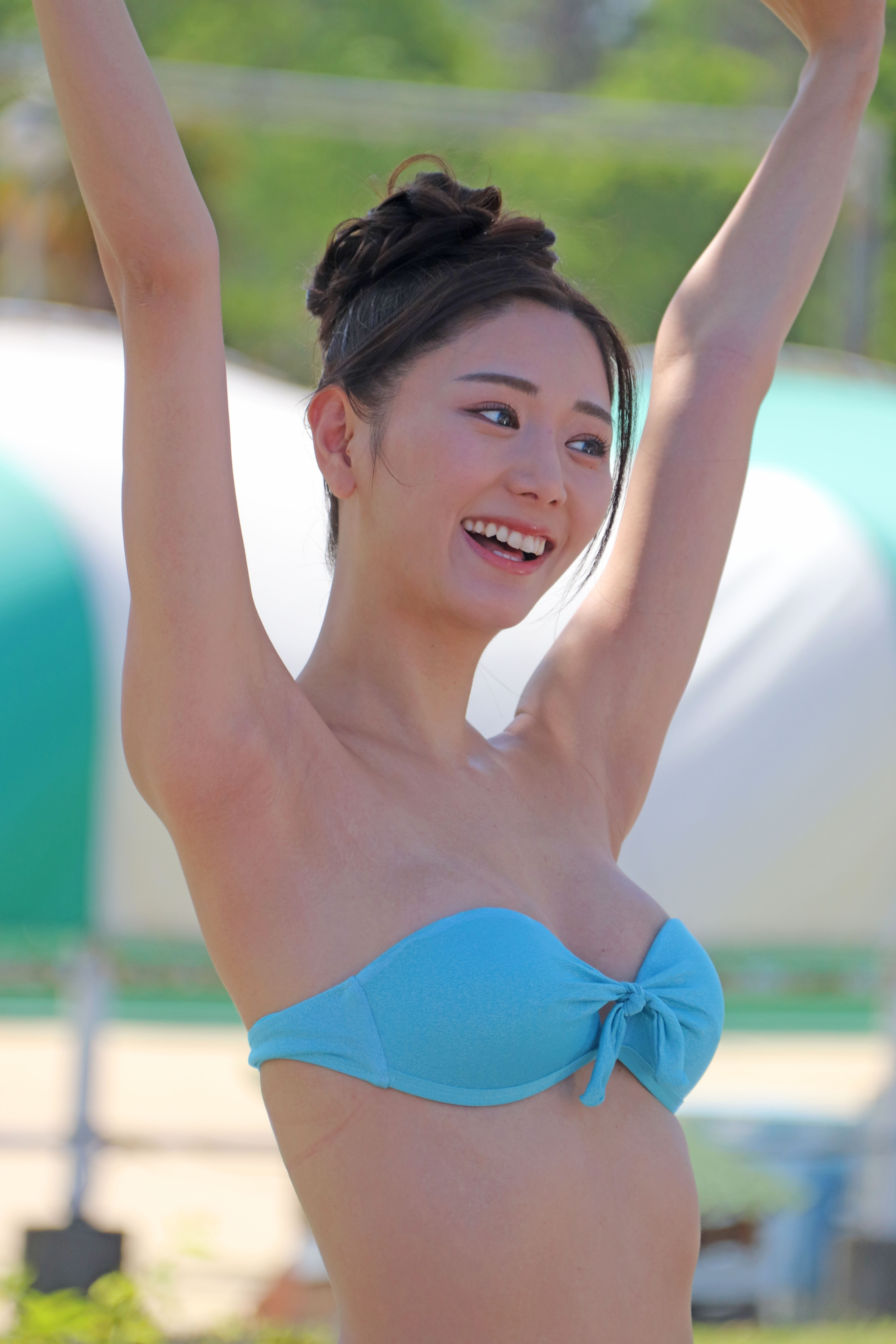
2024年撮影

アイドルウォッチャーの北川昌弘が2023年に最も印象に残ったグラドルを部門ごとに10名選出。2023年にデビューをした中で特に印象的だったグラドルを選ぶ【新人部門】で1位になった。
ルキナイメージガール2024就任。同年6月10日発売の『ヤングキング』（少年画報社）で漫画誌の表紙を初めて担当した。
10月5日、千葉県君津市民文化ホールにて『ベストボディ・ジャパン千葉・君津大会』が開催され、ベストボディ・ジャパン部門ガールズクラス（18歳～29歳）で優勝を果たした。
12月2日発売の『週刊プレイボーイ』の企画「DVDメーカーが選ぶ『グラビア・オブ・ザ・イヤー2024』!!」にて、グランプリを受賞。同月24日には、『週刊SPA!』（扶桑社）の「グラビアン魂アワード2024」にて、リリー・フランキー個別賞「完璧の完璧賞」を受賞した。

### 2025年
6月3日、同月からホリプロに所属することを自身のInstagramで発表した。

## 人物
- 特技はモデルウォーキング[4]。9頭身体型から、「AIグラビアに匹敵」とも称される[37]。スリーサイズについては事務所発表と異なるデータも存在する。ミス・アースジャパン決定を伝える報道によると身長171センチ、上から91-65-90である[38]。
- 尊敬する人物は母。小学校3年生のときに父が逝去。本人によると「それから姉と私を育ててくれた。すごく尊敬しています」とのこと[39]。
- 甘い物が好きで、お酒は食中酒が多い。ソムリエの学校に通っている[37]。
- 趣味はゴルフ[40]。
- 憧れる女性像は長谷川潤。ボランティアや環境問題、ジェンダーレスなどにも関心をもっているところが共感できる。今後はモデルの仕事と並行しながら、見た目と違う自分の個性が伝わればとラジオの仕事にも興味がある[41]。
- 父は身長170センチ、母が160センチ[5]。姉は150センチ[5]。ただし祖父が180センチの隔世遺伝[5]。
- 愛猫家で、ラグドールのシエル、ブリティッシュショートヘアのルナという猫を飼っている[42]。
- 長期的な目標としては、ファッションモデルとしての活動を増やしていきたい[43]。
- 綾瀬はるかさんのようにアクションができる女優にと、女性ファッション誌のモデルや、演技にもチャレンジしたいという気持ちがある[44]。
- カメラにハマっており使用機材はGRⅢ [45]。

## 受賞歴
- いちご姫コンテスト2015審査員特別賞
- ミスアース2017福岡大会グランプリ[46]
- ミスアース2017日本代表グランプリ[47]
- グラビア・オブ・ザ・イヤー2024グランプリ[48]

## モデルとして

### 広告イメージモデル
- 筑邦銀行
- イオンバイクイメージキャラクター
- VROSE2022春-夏イメージモデル
- 2024ルキナイメージガール[49]

### ショーモデル
- FACo2017出演
- FACo2018出演
- ニコライバーグマンフラワードレスショー出演
- 札幌コレクション2017出演
- 関西コレクション2017出演
- 関西コレクション2018出演
- 関西コレクション2019出演
- 関西コレクション2022S/S出演
- コシノジュンコ ショーモデル
- FASHION LEADERS 2022出演[50]
- STARRZ TOKYO出演

### フィットネスモデル
- JOYFIT
- TOTAL Workout

### ブライダルモデル
- QUANTIC
- PLACOLE＆DRESSY
- CORDY

## 作品

### イメージDVD
- 日本の女性は美しい（2023年8月25日、竹書房）[51]
- 無敵の女神（2024年8月28日、スパイスビジュアル）[52][53]
- 令和美人（2025年6月10日、ラインコミュニケーションズ）[54]

## 出演

### テレビ
- 歩道・車道バラエティ 道との遭遇（2023年1月24日、2024年3月12日・19日、CBCテレビ)
- 踊る!さんま御殿!!（2023年2月7日、日本テレビ)
- よゐこ風呂（2023年6月27日、フジテレビONE)
- 鎧美女 #100（2023年9月27日〈26日深夜〉、フジテレビONE）- 甲冑：前田利家[55]
- じっくり聞いタロウ〜スター近況㊙報告〜（2023年9月28日、テレビ東京)
- SHOW激！今夜もドル箱（2023年11月28日、2024年9月3日、テレビ東京）
- 秘湯ロマン（2024年3月1日、4月19日、テレビ朝日）[56]
- 競輪LIVE!チャリロトよしもと（2024年10月24日 - 、BSよしもと）- 木曜レギュラー[57]
- デスゲームで待ってる（2024年12月12日、関西テレビ) [58]
- KUNOICHI（2025年1月13日、TBS）[59]

### ラジオ
- Happy Our Party!（2022年5月16日[60]、5月31日[61]、6月9日[62]、7月5日[63] - ジャパンエフエムネットワーク
- フレッシュチャンネル（2022年6月27日- 渋谷クロスFM）
- パンサー向井の＃ふらっと（2023年8月15日 - TBSラジオ）
- 劇団サンバカーニバル 第25期劇団員 -FM-FUJI

### その他
- グラカラDX [64]

## 出版

### 写真集
- EarthFUL（2023年10月27日、ワニブックス、撮影：中山雅文）ISBN 978-4847085192[23][65]
- RemindFUL（2024年3月、サイゾー、撮影：細谷聡）※『LiveFUL』オフィシャルフォトブック[66]
- いいんだよ?（2024年10月25日、小学館、撮影：熊谷貫）ISBN 978-4096824702[67][68][69]
- 月刊 斎藤恭代（2025年5月9日、講談社、撮影：アンディ・チャオ）ISBN 978-4065398845[70]

### デジタル写真集
- Fortuna（2022年10月17日、集英社［週プレ PHOTO BOOK］、撮影：中村和孝）[71]
- 美しき革命（2023年6月13日、光文社［FLASHデジタル写真集］、撮影：鈴木ゴータ) [72]
- VENUS IN THE ART SCHOOL（2023年8月30日、KADOKAWA［Gテレデジタル！］）[73]
- Aphrodite（2023年9月4日、小学館［スピ/サン グラビアフォトブック］、撮影：藤本和典）[74]
- Real Figure -日本の女性は美しい-（2023年12月31日、講談社［FRIDAYデジタル写真集］、撮影：富田恭透）[75]
- 日本斎高峰（2024年1月4日、集英社［GJ PHOTO BOOK］、撮影：坂本陽）[76]
- MDS Gravure Collection 002（2024年1月31日、三和出版、撮影：田村浩章）共演：林田百加
- 恭代（2024年3月4日、集英社［週プレ PHOTO BOOK］、撮影：東京祐）[77]
- ミス・パーフェクト 1･2･DX（2024年3月22日、小学館［sabra net e-Book］）[78][79][80]
- BIJIN（2024年04月23日、徳間書店［アサ芸アイドル写真集］、撮影：鈴木ゴータ）
- EarthFUL 〜another edition〜（2024年4月25日、ワニブックス［ワニブックスデジタル写真集］、撮影：中山雅文）[81]
- Be My Venus! 3･4･DX（2024年4月26日、小学館［sabra net e-Book］）[82][83][84]
- Everlasting（2024年5月10日、白夜書房［BRODYデジタル写真集］、撮影：岡本武志）[85]
- 斎藤恭代 Vol.1（2024年5月13日、ヒッツ［トレデジ写真集］、撮影：上野勇）
- Sensational（2024年5月21日、光文社［FLASHデジタル写真集］、撮影：まくらあさみ）[86]
- 胸がうずく一夜（2024年5月24日、扶桑社［SPA!デジタル写真集］、撮影：山口京和）[87]
- EarthFUL 〜Best Selection〜（2024年5月27日、ワニブックス［ワニブックスデジタル写真集］、撮影：中山雅文）
- 9頭身お姉さんの鋭角ハイレグ絶景ショット（2024年7月12日、小学館［週刊ポストデジタル写真集］、撮影：木村智哉）[88]
- しっとり汗ばんで（2024年7月31日、講談社［週刊現代デジタル写真集］、撮影：西條彰仁）[89]
- 斎藤恭代 Vol.1･2（2024年8月16日、文友舎［Exciting Girlsデジタル写真集］、撮影：十条アラタ）
- 美ーナス（2024年8月20日、双葉社［漫画アクションデジタル写真集］、撮影：オノデラカズオ）[90]
- グラビアン・ユニコーン 5･6･7･8･COVER DX（2024年9月6日、小学館［sabra net e-Book］）[91][92][93][94][95]
- 全方位美女 姉セーラースペシャル（2024年09月30日、徳間書店［アサ芸Secret!デジタル写真集］、撮影：SATOSHI）
- グラビアン・ユニコーン2 9･10･DX（2024年10月11日、小学館［sabra net e-Book］）[96][97][98]
- ニューピースGIRLS もうビシャビシャ！（2024年10月18日、小学館［週刊ポストデジタル写真集］、撮影：小塚毅之）共演：石井優希、工藤菫、小日向結衣、波崎天結、花咲楓香、林田百加、雪村花鈴[99]
- 華咲くとき（2024年11月27日、集英社［週プレ PHOTO BOOK］、撮影：田中瞳）[100]
- 9頭身の美ボディ（2024年12月6日、扶桑社［SPA!グラビアン魂デジタル写真集］、撮影：中山雅文）[101]
- 飛翔（2025年1月8日、秋田書店［ヤングチャンピオンデジグラ］）

### カレンダー
- 斎藤恭代 2024年カレンダー（2023年9月30日、トライエックス）[102]
- 斎藤恭代 2025年カレンダー（2024年11月22日、わくわく製作所）[103]

### トレーディングカード
- 斎藤恭代 ファースト・トレーディングカード（2024年4月6日、ヒッツ）[104]

### 雑誌
- non-no　3月号（2021.1.20発売）
- VoCE　4月号（2021.2.22発売）
- CanCam　5月号（2021.3.23発売）
- Sweet　5月号（2021.4.12発売）
- MAQUIA　6月号（2021.4.22発売）
- an・an　（2021.6.16発売）
- ar　8月号（2021.7.12発売）
- SPRING　9月号 裏表紙（2021.8.20発売）
- VOCE　12月号（2021.10.22発売）
- mini　2月号（2021.12.27発売）
- infirmiere　（ナースカタログ8097）
- 週刊プレイボーイ
  - No30･31合併号（2022.7.11発売）
  - No44号（2022.10.17発売）[9]
- グラビアザテレビジョン 
  - vol.66（2023.5.31発売）
  - vol.73（2024.8.2発売）
- 週刊FLASH(フラッシュ) 
  - 2023年6月27日号(1693号)（2023.6.13発売）
  - 2024年4月30日号(1729号)(2024.4.16発売) [105]
- ヤングチャンピオン No14（2023.6.27発売）
- ビッグコミックスピリッツ
  - 2023年40号 （2023.09.04発売）
  - 2025年28号 （2025.06.09発売）
- 週刊プレイボーイ No46号（2023.10.30発売）
- MEN'S DVD SEXY vol.18（2023.11.26発売）
- SPA! 2023年12月5日・12日合併号（2023.11.28発売）
- グラビアン魂 2024年4月2日号(2024.3.26発売）
- サイゾー 2024年2月号（2023.12.18発売）
- BRODY 2024年2号（2023.12.22発売）
- ENTAME 2024年 03・04月 合併号（2024.01.30発売）
- ヤングガンガン
  - 2024 No.10 （2024.05.02発売）
  - 2024 No.11特別付録アイドルDVD（2024.05.17発売）
- グランドジャンプ 2024 No.12【特別付録】両面クリアファイル(2024.05.15発売)
- ヤングキング
  - 2024年13号（2024.06.10発売）[106]
  - 2024年10/7号(2024.09.09発売)
  - 2025年10号(2025.04.28発売)
  - 2025年11号(2025.05.12発売)
- 旬撮GIRL vol.19 （2024.06.17発売）
- 週刊現代2024年06月22日号(2024.06.14発売)
- BIG ONE GIRLS Graph No.8 （2024.06.25発売）
- Woman'sSHAPE(ウーマンズシェイプ) Vol.28 （2024.07.18発売）
- 東京カレンダー 2024年12月号（2024.10.21発売）[107]
- Bomb Love Special #1 （2025.04.22発売）
- CAPA 5月号 （2025.04.28発売）
- FRIDAY
  - 5月30日号(2025.05.14発売)
  - 6月20日号(2025.06.04発売)
- ビッグコミックスペリオール 第15号（2025.07.11発売）